# Amine Ahouda
Amine Ahouda (* 11. September 1997 in Casablanca) ist ein ehemaliger marokkanischer Tennisspieler.

## Karriere
Ahouda spielte hauptsächlich auf der Future Tour, wo er zwei Titel im Doppel gewann. 2016 kam er in Marrakesch beim Grand Prix Hassan II durch eine Wildcard zu seinem Debüt auf der ATP World Tour. Im Einzel verlor er dort gegen Thiemo de Bakker, im Doppel spielte er mit Yassine Idmbarek und gab nach 0:6 im ersten Satz gegen die an zwei gesetzten Marc López und David Marrero auf. Nur einmal bei sieben Turnieren im Einzel und Doppel der ATP Tour konnte er ein Match gewinnen – 2017, als er in der ersten Runde die Nummer 45 der Weltrangliste Marcel Granollers in zwei Sätzen überraschend besiegte. Von 2016 bis 2019 spielte er für die marokkanische Davis-Cup-Mannschaft, wo er eine Bilanz von 8:6 vorweist.
2019 spielte er sein letztes Turnier.